# Lorenzo Calonga
Lorenzo Calonga Arce (* 28. August 1929; † 20. September 2003 in Arauca, Kolumbien) war ein paraguayischer Fußballspieler. Der Stürmer bestritt ein Länderspiel und nahm mit der Nationalmannschaft seines Heimatlandes an der Weltmeisterschaft 1950 in Brasilien teil.

## Karriere

### Verein
Lorenzo Calonga begann seine Karriere bei Cerro Porteño und spielte anschließend für die Ligakonkurrenten Olimpia und Guaraní. Mit Guaraní gewann er 1949 die paraguayische Meisterschaft. Nach der Weltmeisterschaft wechselte er gemeinsam mit anderen Nationalmannschaftskollegen zum kolumbianischen Verein Deportivo Pereira. Von 1954 bis 1957 stand er bei Independiente Medellín unter Vertrag. 1958 wechselte er nach Mexiko, wo er erst beim CD Irapuato und später beim Club León spielte. Nach seiner Karriere arbeitete er als Trainer bei Deportes Quindío in Kolumbien.

### Nationalmannschaft
Colanga bestritt im Mai 1950 sein einziges Länderspiel beim Freundschaftsspiel gegen Brasilien. Anschließend wurde er in den Kader Paraguays für die Weltmeisterschaft 1950 berufen, kam allerdings in den beiden Spielen gegen Schweden und Italien nicht zum Einsatz. Er schied mit der Albirroja in der Gruppenphase aus.

## Erfolge
Guaraní
- Paraguayischer Meister: 1949